# Batalla de Lobregal
La batalla de Lobregal fue una batalla que tuvo lugar en el reino de Castilla en marzo de 1160 (en el término de Lobregal en las cercanías de la localidad de Villabrágima, en la provincia de Valladolid) entre las fuerzas de la Casa de Lara y sus aliados, comandadas por Nuño Pérez de Lara, y las de la Casa de Castro, capitaneadas por Fernando Rodríguez de Castro el Castellano, durante las disputas nobiliarias producidas durante la minoría de edad de Alfonso VIII de Castilla. La batalla se saldó con la completa derrota del bando de la Casa de Lara, contándose entre los fallecidos el conde Osorio Martínez.

## Descripción
La Batalla de Lobregal fue el punto culminante de la lucha por el poder entre la Casa de Lara y la Casa de Castro, desencadenada tras la muerte de Sancho III de Castilla, en el año 1158, y la subida al trono de su hijo, Alfonso VIII. En 1159 la Casa de Lara se había apoderado de la regencia que ejercía Gutierre Fernández de Castro, tío de Fernando Rodríguez de Castro el Castellano.
En 1160 Fernando Rodríguez de Castro había abandonado el reino de Castilla, instalándose en la corte de Fernando II de León, hermano del difunto Sancho III de Castilla y tío de Alfonso VIII. Según refiere el arzobispo Rodrigo Jiménez de Rada, quien redactó su obra en el siglo XIII, «el Castellano» retornó al reino de Castilla con su ejército e infligió una gran derrota a sus enemigos, conducidos por Nuño Pérez de Lara, hermano de Manrique Pérez de Lara, regente del joven Alfonso VIII de Castilla desde 1158 hasta 1164. La batalla se produjo en Lobregal, en la región de Tierra de Campos, cerca de la localidad de Villabrágima, en la provincia de Valladolid.
Los Anales Toledanos Primeros señalan que en 1160 se realizó una «arrancada», conducida por Nuño Pérez de Lara en Tierra de Campos. Una «arrancada» puede traducirse como una incursión violenta, en el estilo de una cabalgada, o como una acción militar, cuyo propósito es causar serios daños al enemigo. Los hermanos de Nuño Pérez de Lara, Álvaro y Manrique, pudieron hallarse también en la batalla.
Durante la batalla, el conde Osorio Martínez murió en manos de su yerno Fernando Rodríguez de Castro esposo de su hija Constanza, quien después fue repudiada por el magnate. Además, «el Castellano» capturó a Nuño Pérez de Lara y a Rodrigo Gutiérrez Girón. El hermano de Rodrigo Gutiérrez, Álvaro Gutiérrez, falleció durante la batalla. Los líderes de la Casa de Lara capturados fueron liberados transcurridos unos días, con la condición de que regresarían tras sepultar a Álvaro Gutiérrez, cuyo entierro fue retrasado, a fin de que los prisioneros pudiesen demorar su retorno a la cautividad. Nuño Pérez de Lara halló entonces a Fernando Rodríguez de Castro en la localidad de Dueñas, con seiscientos caballeros. En esas circunstancias, Fernando Rodríguez no intentó hacerle prisionero, y Nuño Pérez manifestó que él había respetado el juramento prestado. La Crónica General de 1344 recuerda que Manrique Pérez de Lara, quien falleció en la localidad de Huete cuatro años después, había fallecido en la Batalla de Lobregal, y que Nuño Pérez fue liberado por el hecho de tener que dar sepultura a Álvaro Gutiérrez. Esta confusión respecto a los hechos acaecidos es manifiesta en otras fuentes posteriores.

## Consecuencias de la batalla de Lobregal
La victoria de Fernando Rodríguez de Castro el Castellano en la batalla de Lobregal no permitió a los miembros de la casa de Castro suprimir el control que los miembros de la casa de Lara ejercían sobre Alfonso VIII, pero reforzó su poder e influencia en la corte de Fernando II de León.
El 13 de marzo Fernando Rodríguez de Castro y su hermano Álvaro confirmaron una diploma leonés, y alrededor del día 11 de julio se hallaban de nuevo en el reino de Castilla, donde confirmaron un documento de Alfonso VIII, junto a los tres hermanos Lara y también junto a su tío, Gutiérre Fernández, indicio de la paz acordada en esos días entre los dos bandos. Los hermanos Castro regresaron al reino de León hacia el mes de septiembre, aunque no consta su firma en los documentos expedidos en la corte leonesa en noviembre de ese año.
Una paz general siguió a la batalla de Lobregal, y durante el año 1160 no volvió a producirse ningún conflicto, pero en 1162 Fernando II de León conquistó la ciudad de Toledo, que pertenecía a los castellanos, y en 1164 los partidarios de la Casa de Castro derrotaron y dieron muerte al conde Manrique Pérez de Lara en la batalla de Huete, quedando la regencia del reino de Castilla en manos de su hermano Nuño Pérez de Lara desde 1164 hasta 1170, año de la mayoría de edad del rey Alfonso VIII.
Transcurridos cinco años, la rivalidad entre la casa de Lara y la casa de Castro aún persistía, y alrededor del año 1165, Fernando Rodríguez de Castro el Castellano repudió a su esposa Constanza, a fin de poder contraer matrimonio con Estefanía Alfonso "la Desdichada", hija ilegítima del difunto Alfonso VII de León y hermanastra de Fernando II, recibiendo para ello el apoyo de su tía Urraca Fernández de Castro, amante de Fernando II de León, afianzando con ello su posición en la corte leonesa.